# Schizostephanus
Schizostephanus es un género de fanerógamas de la familia Apocynaceae. Contiene tres especies. Es originario de África donde se encuentra en Sudáfrica y Angola.

## Descripción
Son enredaderas de tallo suculento que alcanza los 50-400 cm de altura, el látex de color. Los brotes suculentos, lenticellados, 5-25 mm de ancho, glabros. Las láminas foliares son herbáceas de 3.5-8 cm de largo y 3-7.5 cm de ancho, ovadas, basalmente lobuladas, el ápice obtuso o agudo, adaxial como abaxialmente glabras, 6 coléteres en la base de las hojas.
Las inflorescencias son extra-axilares, solitarias, casi tan largas como las hojas adyacentes, con 15-30 de flores, con 3-12 flores abiertas de forma simultánea, con brácteas florales lineales, abaxialmente con tricomas.

## Taxonomía
El género fue descrito por  Hochst. ex Benth. & Hook.f.  y publicado en Botanische Jahrbücher für Systematik, Pflanzengeschichte und Pflanzengeographie 17: 139. 1893.

## Especies
- Schizostephanus alatus Hochst. ex K.Schum.
- Schizostephanus gossweileri (S.Moore) Liede
- Schizostephanus somaliensis N.E.Br.